# Мирная Долина (Омская область)
Ми́рная Доли́на — деревня в Азовском немецком национальном районе Омской области, в составе Сосновского сельского поселения.
Основано в 1908 году.
Население — 300 чел. (2021).

## Физико-географическая характеристика
Самый северный населённый пункт района. Деревня находится в лесостепной зоне Омской области, в пределах Ишимской равнины, являющейся частью Западно-Сибирской равнины). Высота центра населённого пункта — 105 метров над уровнем моря. Гидрографическая сеть не развита: реки и крупные озёра в окрестностях населённого пункта отсутствуют. Со всех сторон деревня окружена полями. В окрестностях Мирной Долины распространены чернозёмы обыкновенные.
Мирная Долина расположена в пригородной зоне Омска, в 34 километрах к юго-западу от центра города и 11 км к северу от центра сельского поселения села Сосновка.
Климат
Климат резко континентальный (согласно классификации климатов Кёппена — влажный континентальный климат (Dfb) с тёплым летом и холодной и продолжительной зимой), с явно выраженными климатическими сезонами и значительными колебаниями температур в течение года. Многолетняя норма осадков — 392 мм. Наибольшее количество осадков выпадает в июле — 62 мм, наименьшее в марте — 14 мм. Среднегодовая температура положительная и составляет + 1,3° С, средняя температура самого холодного месяца января − 17,4° С, самого жаркого месяца июля + 19,5° С.

## История
Основано в 1908 году немецкими переселенцами из села Куттер Саратовской губернии. В 1910 году открылась местная школа, с 1913 года начальное народное сельское училище. В 1931 году образован колхоз имени Ворошилова. В 1950 году местное хозяйство включено в состав колхоза имени Сталина (село Поповка), чуть позже в состав колхоза имени Тельмана (село Сосновка)

## Население
| 1913 | 1920 | 1926 | 1970 | 1979 | 1989 | 2002 |
| ---- | ---- | ---- | ---- | ---- | ---- | ---- |
| 185  | ↗404 | ↘353 | ↗414 | ↘280 | ↘258 | ↗269 |
| 2006 | 2010 | 2021 |      |      |      |      |
| ↘232 | ↗305 | ↘300 |      |      |      |      |